# 브사끼 사원

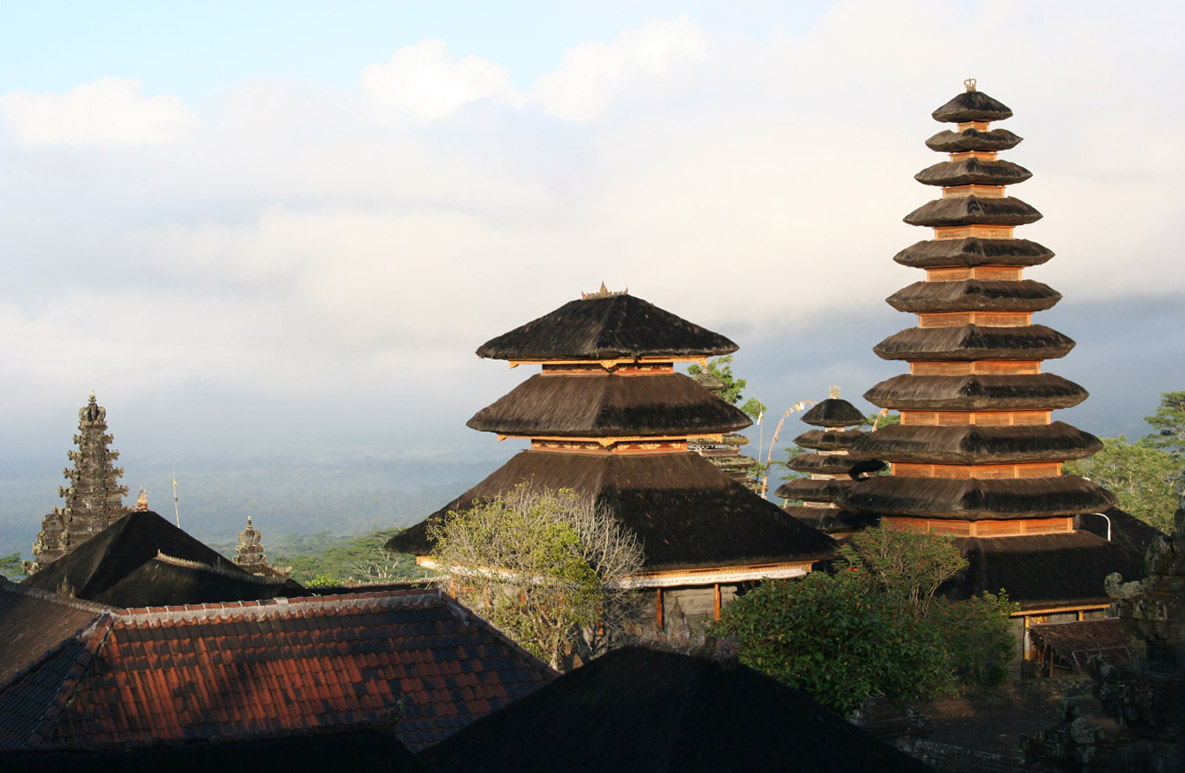
브사끼 사원의 이른 아침

브사끼 사원(Pura Besakih)은 인도네시아 발리에 있는 발리 힌두교 총본산 사원이다. 아궁 산 중턱에 위치하고 있으며, 30여개 사원의 집합으로 구성된다.

## 역사
8세기에는 불교를 수행하는 곳으로 알려져 있었다. 16세기 겔겔 왕국 시대에 급격히 융성했다. 그러나 군웅할거 왕국 시대 각지의 왕들은 자신들의 영지 사원만을 관리하는 상태가 계속되었다.
그러나 1917년의 발리 남부 대지진의 영향으로 발리에서 주술, 종교 의례가 성행하던 무렵, 당시 네덜란드 식민지 정부는 발리 문화의 보호자로서의 입장을 내외에 과시하기 위해 브사끼 사원을 문화 부흥의 상징적인 존재라고 평가하면서 그 부흥을 중시하였다. 동시에 구 왕족을 중심으로 브사끼 사원의 의례 체계가 재구축되어 총본산의 위치를 차지하게 되었다.
1938년에는 식민지 지배 체제 재편에 따라 발리의 8명의 이전 왕이 자치관에 임명되었다. 그 자치권 승인의 의식이 6월 가룬간의 날에 사원 정면의 한 장소에서 거행되었다.
1979년에는 파리사다가 주체가 되어 의식이 수행되었고, 수하르토 대통령 등 각료들이 참석해 브사끼 사원과 힌두교도에 대한 국가의 보증을 상징하는 의식이 국내외 미디어에서 동시에 ‘100년에 거행되는 의식’으로 크게 보도되어 관광 열기를 고조시켰다.
이후에도 브사끼 사원의 제반 의식은 상당한 규모로 진행되었고, 매일 진행되는 일상적인 의식을 포함하여 거행되었다. 또한 브사끼 사원에서 큰 의례가 개최되는 경우 청정을 위해 마을의 시신은 모든 다비를 하도록 하고 있다.

## 사원 건축

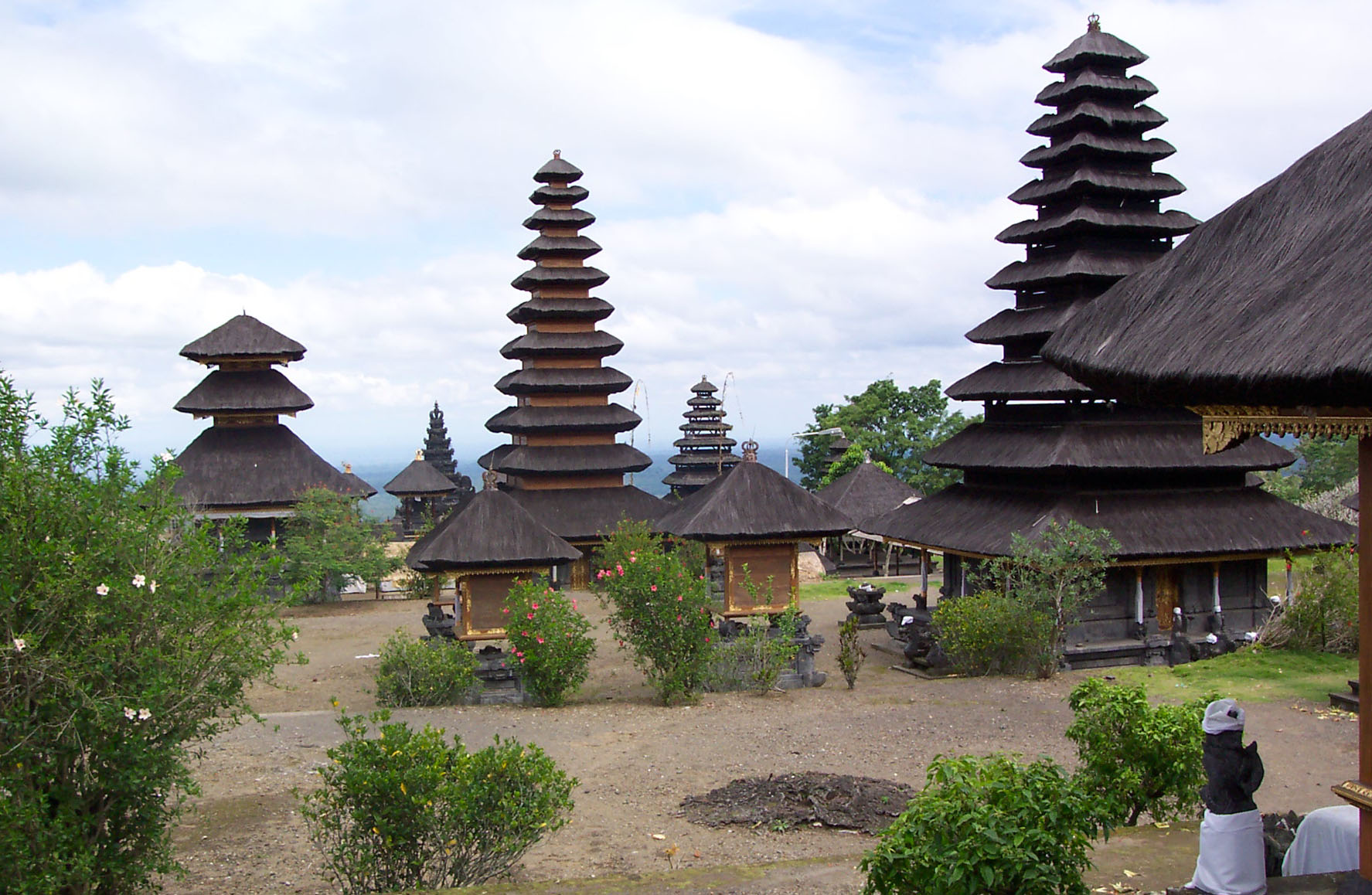
브사끼 사원의 내경

파괴의 신 시바신, 번영의 신 비슈누, 창조신 브라마 힌두교 삼대신이 중심에 모셔져 있으며, 많은 신들의 사당이 그 주위에 배치되어 있다.
- 페나타란 아궁 사원 (Pura Penataran Agung)

시바를 모시는 중심에 있는 사원
- 키둘린 크레텟 사원 (Pura Kiduling Kreteg)

페나타란 아궁 사원의 남서쪽에 있으며 창조신 브라마을 모시는 사원
- 바투페 마뎃 사원 (Pura Batu Madeg)

페나타란 아궁 사원의 북서쪽에 번영 신 비슈누를 모시는 사원

## 갤러리

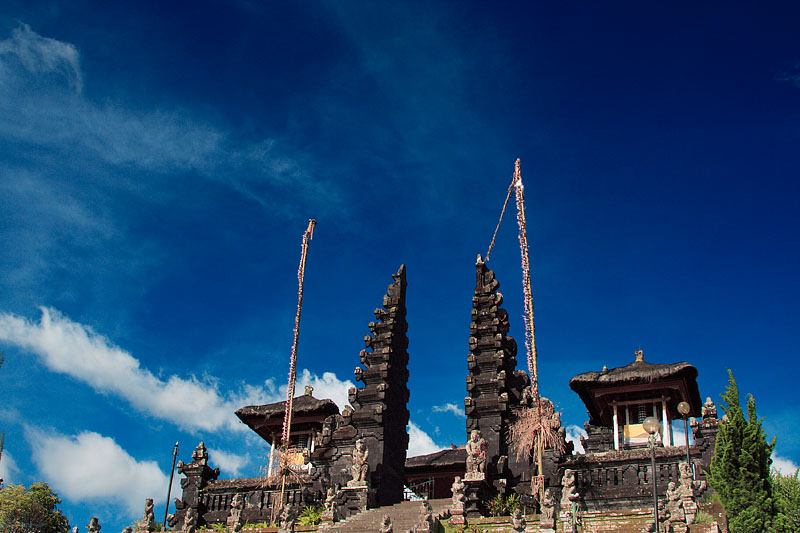
브사끼 본당
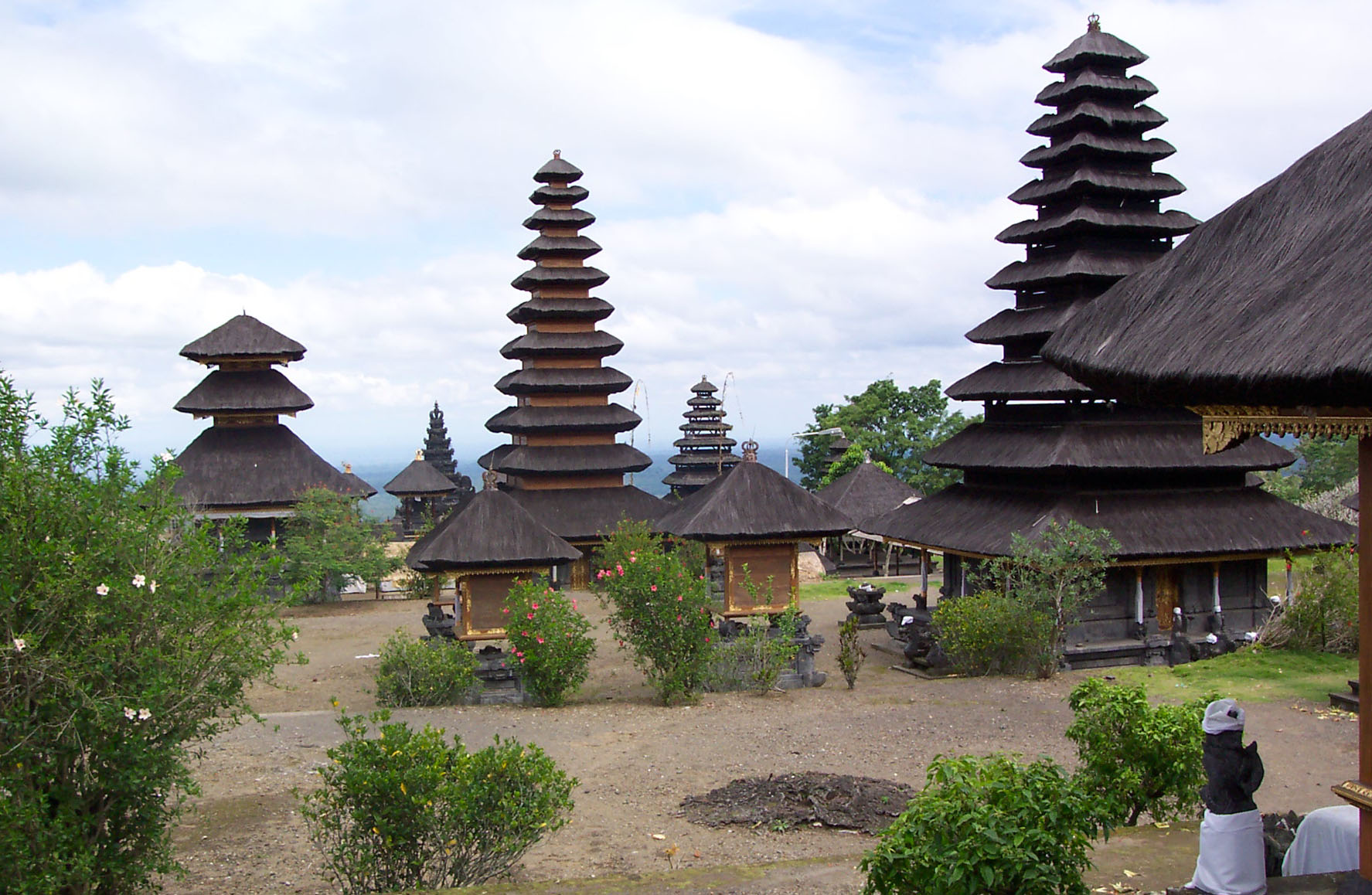
브사끼 사원
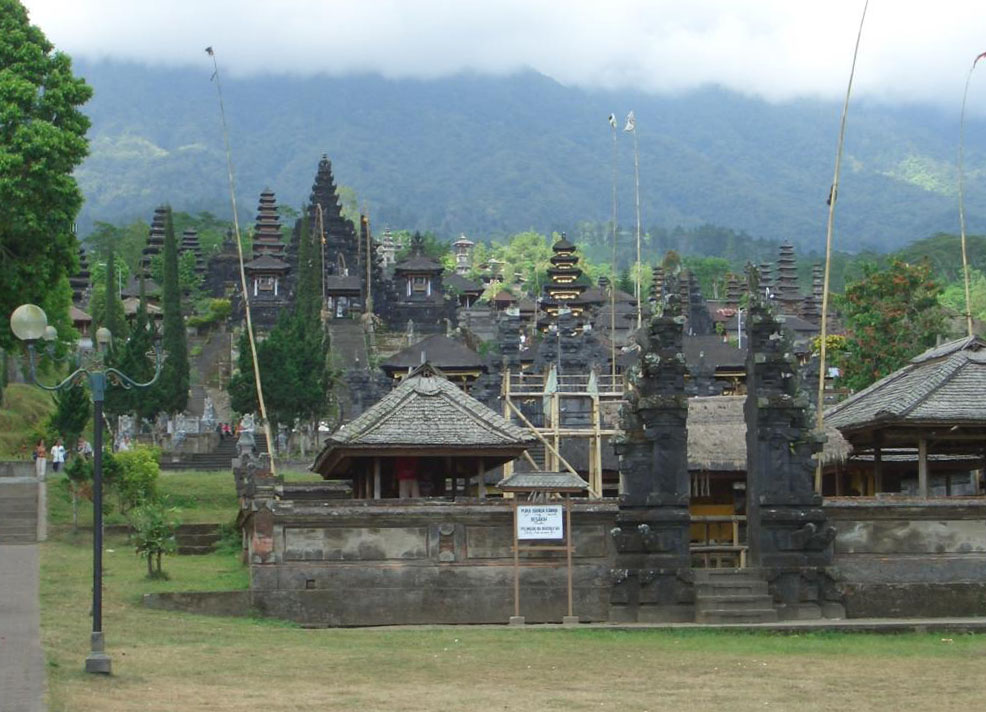
브사끼 사원
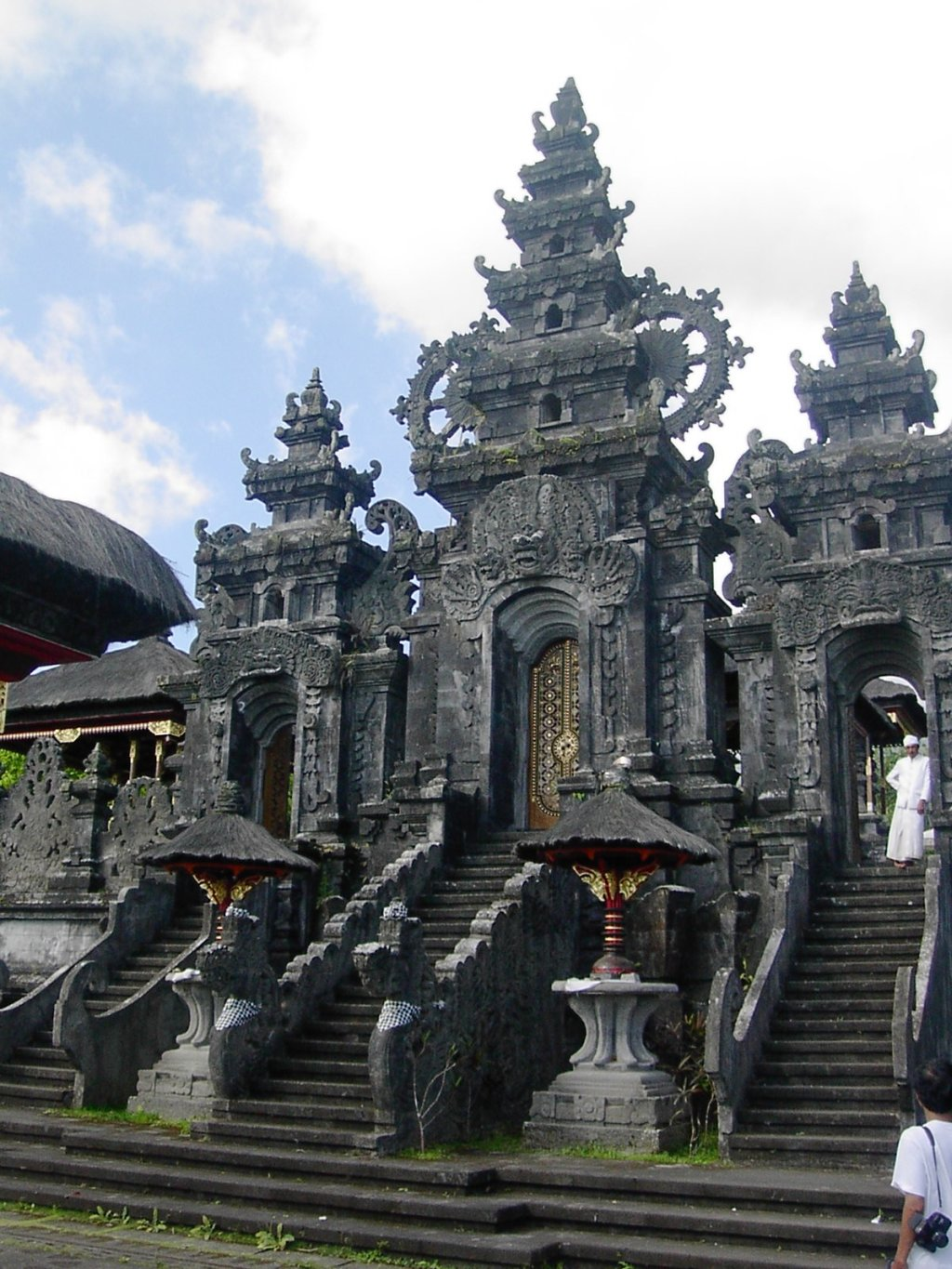
브사끼 사원
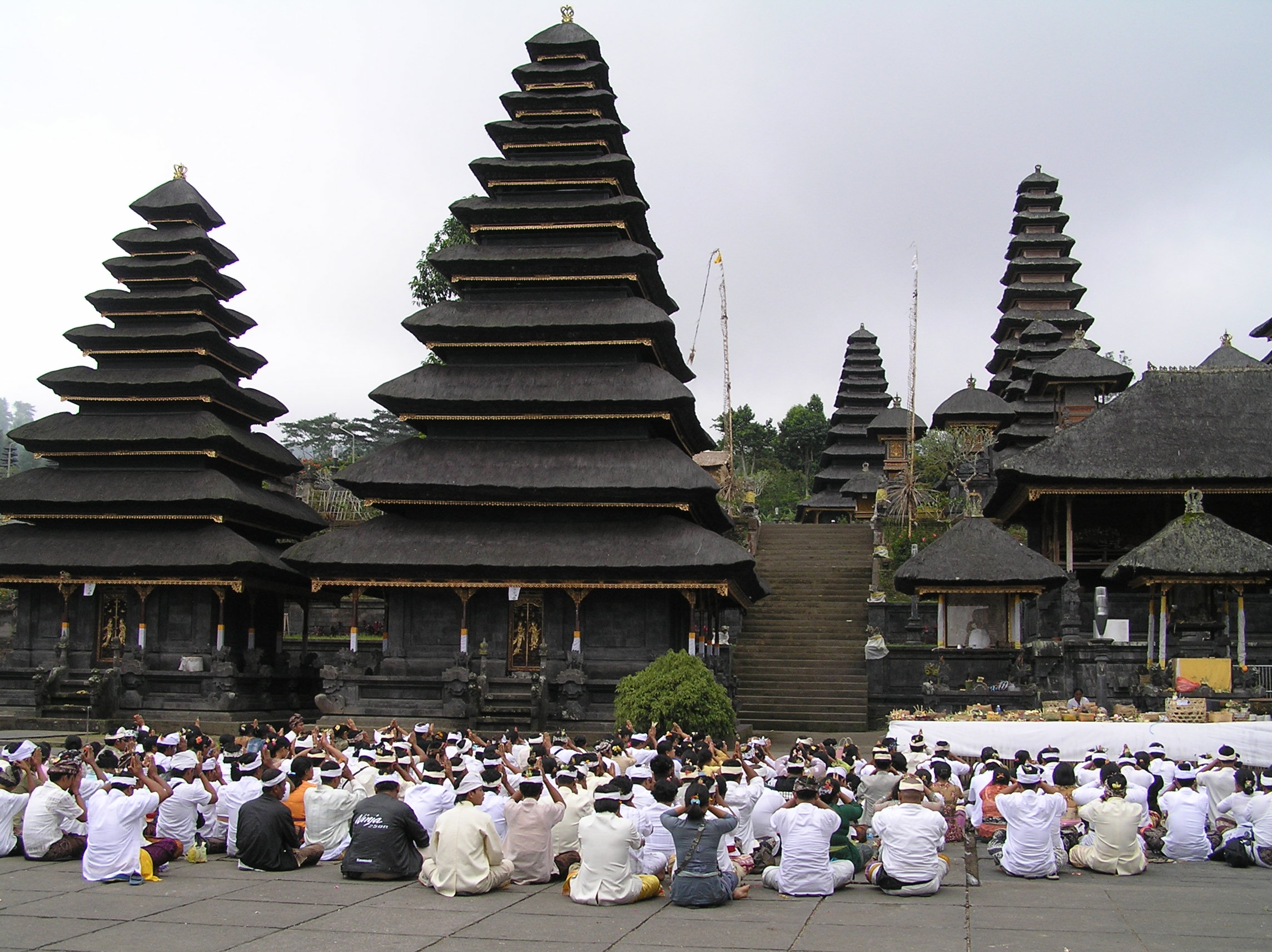
브사끼 사원의 기도 의식
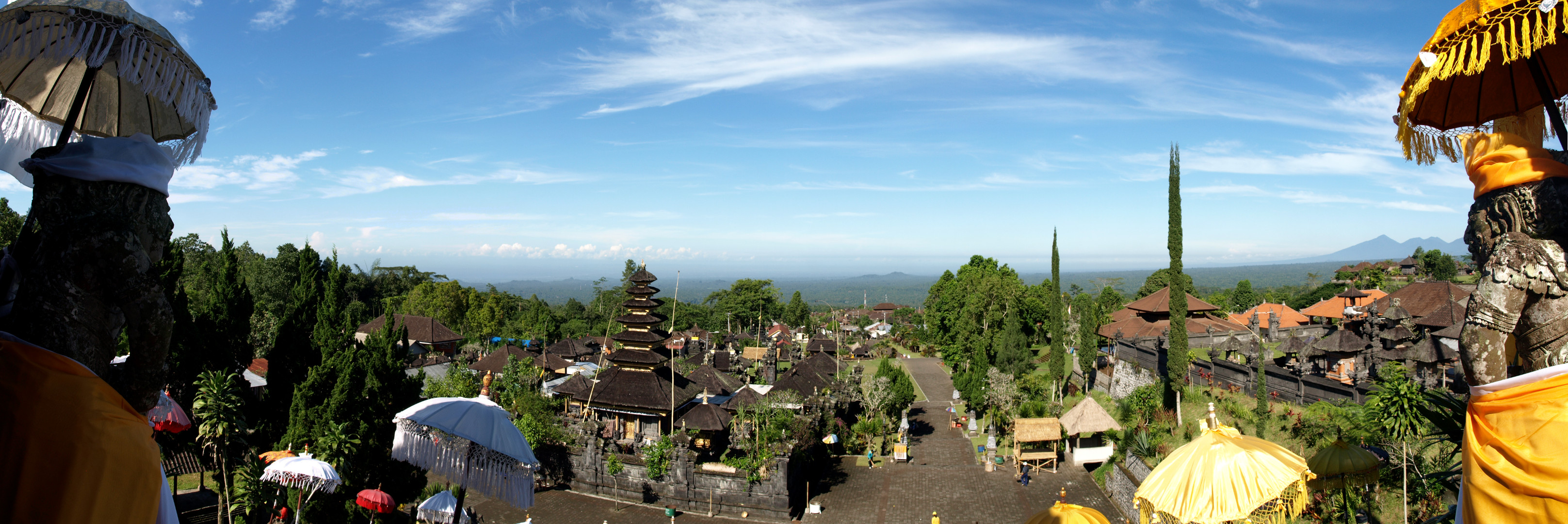
브사끼 사원 정문에서 본 발리 풍경